# Potštát (hrad)
Potštát (též Puchart, Sudetský zámek nebo Pustý zámek) je zřícenina hradu jihovýchodně od stejnojmenného města v okrese Přerov. Nachází se na ostrožně nad soutokem Kouteckého potoka s Veličkou v jižním cípu katastrálním území Kyžlířov (na jižním konci Potštátského skalního města), přibližně 0,5 kilometru severně od Boňkova. Zřícenina je od roku 1963 chráněna jako kulturní památka ČR.

## Historie
Hrad, původně zvaný pravděpodobně Potštát, byl na počátku devatenáctého století Josefem Heřmanem Gallašem mylně označen jako Purchart. Založen byl jako centrum kolonizace Oderských vrchů na počátku čtrnáctého století a kromě dalších funkcí kontroloval cestu ze Slezska ke Hranicím. První písemná zmínka o něm pochází z doby okolo roku 1320, kdy se po hradě psal Záviš z Potštátu. Přibližně v polovině čtrnáctého století hrad získali páni z Kunštátu, za nichž je připomínán roku 1377, kdy na něm Boček z Kunštátu zapsal věno své manželce Elišce. Hrad byl nejspíše roku 1394 dobyt markrabětem Prokopem a poté již nebyl obnoven. Když Tas z Prusinovic roku 1408 kupoval městečko Potštát, je v kupní smlouvě místo hradu uváděno pouze hradiště Potštát.

## Stavební podoba
Podoba hradu tvořeného dvěma samostatnými a plně funkčními jádry byla určena terénní dispozicí, protože obě jádra jsou spojena jen úzkým skalnatým hřebenem, jehož přizpůsobení by pro stavebníka bylo příliš nákladné. Větší přední hrad měl lichoběžníkový půdorys s rozměry až 37 × 28 metrů. Na přístupné západní straně ho chránil val a 20–25 metrů široký příkop. Vzhledem ke svému rozsahu a velikosti obytné plochy neplnil jen funkci pouhého předsunutého opevnění.
Východní cíp předního hradu byl od skalního hřebenu oddělen dvanáct metrů širokou rozsedlinou. Podél jižní strany hřebenu vedla přístupová cesta k zadnímu hradu. Jeho dominantní stavbou byla obytná věž s půdorysem 12 × 10 metrů, která stála na malém nádvoří. Z architektonických detailů věže se dochovaly špalety dveřního a okenního otvoru v přízemí. Na západní straně byla věž chráněna až 6,5 metrů silnou štítovou zdí, v jejímž zeslabeném jihozápadním cípu se nacházela brána.

## Přístup
Okolo hradu vede žlutě značená turistická trasa z Potštátu do Hranic.

## Další informace
Nedaleko, přibližně severním směrem se nachází bývalá Železná rozhledna. Pod hradem se nachází rozcestí a hostinec U Tlustého Jana.